# Pentila fallax
Pentila fallax är en fjärilsart som beskrevs av George Thomas Bethune-Baker 1915. Pentila fallax ingår i släktet Pentila och familjen juvelvingar. Inga underarter finns listade i Catalogue of Life.